# Sayon Mara
Pour les articles homonymes, voir Mara.
Sayon Mara, né le 10 janvier 1984 à Kissidougou en Guinée, est un écrivain, juriste et homme politique guinéen.

## Biographie
Il fait ses études à l'Université Général Lansana Conté où il obtient une maitrise. Il est attaché de cabinet au ministère de la Communication[Quand ?] avant d'occuper le poste de conseiller juridique au ministère de l’Enseignement supérieur et de la Recherche scientifique[Quand ?].
Le 22 janvier 2022, il est nommé par décret conseiller au sein du Conseil national de la transition de Guinée en tant que représentant des partis politiques (15 membres sur 81). Il y représente le RPG Arc-en-ciel, parti né en 2012 de la fusion de 45 partis guinéens, dont le Rassemblement du peuple de Guinée (RPG) de l'ancien chef d'état Alpha Condé.

## Publications
- L'Afrique des cultures et la mondialisation : entre tradition et modernité essai, l'Harmattan, 2020 (ISBN 978-2-343-21480-1)[6]
- Foudou ou Le mariage traditionnel malinké en Guinée : entre tradition et modernité essai, l'Harmattan, 2023 (ISBN 978-2-14-049991-3)
- Manden Si Ou les noms de famille du Manden et autres traditions des mandenkas : sens, significations et origines, l'Harmattan, coll. « Harmattan Guinée », 2024 (ISBN 978-2-336-48538-6)